# 梳齿后剑水蚤
梳齿后剑水蚤（学名：Metacyclops pectiniatus）为剑水蚤科后剑水蚤属的动物，是中国的特有物种。分布于广东等地，多栖息于低盐度的咸淡水中。